# 仮差押え
仮差押えないし仮差押（かりさしおさえ）とは、金銭債権の執行を保全するために、債務者の財産の処分に一定の制約を加える裁判所の決定をいう。なお、現在の法文上は「仮差押え」である。以下、民事保全法は、条数のみ記載する。

## 概要
債権者が債務者に対し、実体法上、金銭債権を有している場合であっても、債務者がその存在や内容を争った場合には、債権者は、最終的には民事訴訟の手続を経た上で債務名義（判決など、権利の存在及び内容を示す文書）を取得し、これに基づいて強制執行をする必要がある。
このような債務名義の取得には、一定の時間が必要となるが、これは適正手続の保障のためである。しかし、債務名義を取得した時に債務者の財産が散逸してしまっており、債権者が強制執行しても満足を得ることができない事態を避けるため、民事保全法に、仮差押え制度がある。
なお、仮差押命令の対象となった財産の処分が法律上禁止されるわけではない。例えば、不動産に対して仮差押えがされた場合であっても、あえて債務者が第三者に当該不動産を売却することは法律上可能であり、所有権移転登記をすることもできる。ただし、仮差押えの被保全債権の存在が民事訴訟により確定され、債権者が債務名義を得て仮差押えが本差押えに移行した場合、仮差押登記の後の登記権利者は仮差押債権者に対抗できない。
仮差押えの対象は不動産、船舶、動産及び債権その他の財産権である。
仮差押えの申立てには、時効中断効がある（民法147条2号）が、権利者の請求によりまたは法律の規定に従わないことにより取り消されたときは、時効中断効を生じない（同法154条）。仮差押え中の時効の効力について判例は継続説だが、学説では非継続説もある。継続説は仮差押えの執行保全の効力が存続する間は継続すると解する（154条要件あるいは本案訴訟により勝訴判決が出た場合に時効中断の効果が失われあらたに開始される。その間は時効中断が継続している）とするものであり、非継続説は仮差押えの命令･通達･登記がおこなわれた時点で時効中断の効力は失われる（時効が開始される）とするもの。

## 仮差押命令の発令手続
仮差押命令は、債権者の申立てにより裁判所が決定で行う。仮差押命令の申立てがされたことが債務者に知られると、債務者が急いで仮差押えの財産を処分する可能性があるので、債務者の審尋を行わないのが通常である。
仮差押命令の申立てに当たっては、債権者は、被保全債権（債権者の債務者に対する金銭債権の存在）及び保全の必要性（本案訴訟を提起して判決を待っていたのでは強制執行をすることができなくなり、又は著しい困難を生ずるおそれがあること）を疎明する必要がある（13条、20条）。
仮差押えの対象となる財産は特定すべきなのが原則だが、動産についてはこの限りではない（21条）。

## 担保
裁判所は、債権者に担保を立てさせて、又は担保を立てさせないで保全命令を発令することができる（14条）が、仮差押えについては担保を立てさせるのが通例である。ここにいう担保とは、仮差押命令の被保全債権が存在しなかったにもかかわらず仮差押命令を受けたために債務者が被った損害等に充てられるためのものである。
担保の額は、仮差押えの対象となる財産の価額の一定割合として定められることが多い。

## 執行手続
不動産に対する仮差押命令の執行は裁判所書記官の嘱託による仮差押えの登記により行われる（47条）。
動産に対する仮差押命令の執行は執行官が目的物を占有することにより行われる（49条）。
債権に対する仮差押命令の執行は、第三債務者（仮に差し押さえられた債権についての債務者）に対し債務者への弁済を禁止する命令により行われる（50条1項）。なお、債権者の申立てに基づき、第三債務者に対する陳述催告も仮差押命令の告知の際に行われる（50条5項、民事執行法147条）。